# Villenbach
Villenbach ist eine Gemeinde im schwäbischen Landkreis Dillingen an der Donau in Bayern. Die Gemeinde ist Mitglied der Verwaltungsgemeinschaft Wertingen.

## Geographie
Die Gemeinde liegt in der Region Augsburg. Villenbach und Hausen liegen an der Zusam.
Es gibt 11 Gemeindeteile (in Klammern ist der Siedlungstyp angegeben):
- Beurerhof (Weiler)
- Beurermühle (Einöde)
- Demharthöfe (Weiler)
- Hausen (Dorf)
- Hausener Mühle (Einöde)
- Riedsend (Dorf)
- Rischgau (Dorf)
- Schrankbaummühle (Einöde)
- Villenbach (Pfarrdorf)
- Wengen (Pfarrdorf) mit St. Michael
- Wiesmühle (Einöde)

Das Gemeindegebiet ist auf die Gemarkungen Riedsend, Villenbach und Wengen aufgeteilt.

## Geschichte

### Bis zur Gemeindegründung
Villenbach gehörte dem Domstift Augsburg und wurde vom Obervogtamt Zusamaltheim verwaltet. Seit der Säkularisation von 1802/03 gehört der Ort zu Bayern.

### Eingemeindungen
Im Zuge der Gebietsreform in Bayern wurden am 1. Mai 1978 die Gemeinden Riedsend und Wengen sowie der Gemeindeteil Rischgau der aufgelösten Gemeinde Hegnenbach eingegliedert.

### Einwohnerentwicklung
- 1961: 1126 Einwohner[4]
- 1970: 1098 Einwohner[4]
- 1987: 1062 Einwohner
- 1991: 1109 Einwohner
- 1995: 1145 Einwohner
- 2000: 1201 Einwohner
- 2005: 1265 Einwohner
- 2010: 1249 Einwohner
- 2015: 1269 Einwohner
- 2022: 1315 Einwohner

Zwischen 1988 und 2018 wuchs die Gemeinde von 1066 auf 1271 um 205 Einwohner bzw. um 19,2 %.

## Politik

### Bürgermeister
Erster Bürgermeister ist seit Mai 2014 Werner Filbrich (* 1959, Freie Wählergemeinschaften). Er wurde bei der Wahl am 15. März 2020 mit 91,5 % für weitere sechs Jahre im Amt bestätigt.

### Gemeinderat
Der Gemeinderat besteht aus 12 Mitgliedern. Seit den 2014 verteilen sich die Stimmanteile und Sitze wie folgt:
| Parteien und Wählergemeinschaften                   | 2020  | 2020  | 2014  | 2014  |
| Parteien und Wählergemeinschaften                   | %     | Sitze | %     | Sitze |
| --------------------------------------------------- | ----- | ----- | ----- | ----- |
| Freie Wählergemeinschaft Villenbach-Rischgau-Hausen | 67,1  | 8     | 62,7  | 8     |
| Freie Wählergemeinschaft Wengen-Riedsend            | 32,9  | 4     | 37,3  | 4     |
| Gesamt                                              | 100,0 | 12    | 100,0 | 12    |
| Wahlbeteiligung in %                                | 66,2  | 66,2  | 67,0  | 67,0  |

### Steuereinnahmen
Die Gemeindesteuereinnahmen betrugen im Jahr 2018: 240 000 €.

### Wappen
|  | Blasonierung: „In Rot ein herschauender silberner Ochsenkopf.“ |
|  |                                                                |

## Sehenswürdigkeiten
- Katholische Pfarrkirche St. Jakobus der Ältere

## Wirtschaft und Infrastruktur

### Wirtschaft einschließlich Land- und Forstwirtschaft
Es gab 2013 insgesamt 65 sozialversicherungspflichtig Beschäftigte am Arbeitsort. Sozialversicherungspflichtig Beschäftigte am Wohnort gab es insgesamt 509 (Pendlersaldo: 444). Es bestanden 2010 insgesamt 26 landwirtschaftliche Betriebe. Die landwirtschaftlich genutzte Fläche war 1055 ha groß, davon waren 814 ha Ackerfläche.

### Bildung
Es gibt folgende Einrichtungen (Stand: 2020):
- Kindertageseinrichtung: 40 Kindergartenplätze und 12 Kinderkrippenplätze mit 50 Kindern